# Acmaeops marginata
Acmaeops marginata là một họ bọ Cánh cứng trong phân họ Lepturinae, họ bọ cánh cứng sừng dài. Loài này phân bố ở Áo, Belarus, Bỉ, Bosna và Hercegovina, Croatia, Cộng hòa Séc, Estonia, Phần Lan, Pháp, Đức, Hy Lạp, Trung Quốc, Ý, Latvia, Litva, Mông Cổ, Montenegro, Na Uy, Ba Lan, Nga, Serbia, Slovakia, Tây Ban Nha, Thụy Điển, Thụy Sĩ, và Ukraina. Thức ăn của bọ cánh cứngtrưởng thành là cây hồng tùng, và cây vân sam châu Âu.

## Phân loài
:
- Acmaeops marginata var. bicoloripes Pic
- Acmaeops marginata var. immarginata Plavilstshikov
- Acmaeops marginata var. spadicea Pic, 1904